# 楊蕙心
楊蕙心，JP（1969年11月4日—），香港公務員，自2020年7月起為離島民政事務專員，2024年1月起兼任離島區議會主席。

## 政府內工作
楊蕙心於1998年加入政務主任職系，曾於多個政策局和部門工作，包括前教育統籌局、民政事務總署、前政制事務局、前衞生福利及食物局、民政事務局、政制及內地事務局、政務司司長辦公室和財經事務及庫務局。楊蕙心於2020年7月18日，接替李炳威出任離島民政事務專員。楊蕙心之前為保安局助理秘書長(緊急事故支援組)3，其直接上級為借調自警務處的政府保安事務主任徐湘兒總警司。

### 2020年香港立法會選舉：跨區出任選舉主任
於2020年香港立法會選舉，各地區直選及功能組別的選舉主任安排，打破過去由當區民政事務專員擔任選舉主任的傳統做法，而是跨區配對。此安排被視為剝奪有意參選的民主派的參選資格鋪路。其中，楊蕙心所屬的離島區本應被劃入新界西地方選區，但楊卻被安排成為新界東選舉主任。
至7月25日，多名非建制派候選人，包括何桂藍、楊岳橋、劉頴匡等均收到楊蕙心的信件，只給予他們不足24小時的時間，要求他們在7月26日正午12時或之前回覆。其中何桂藍及劉穎匡收到的信件，內容提及他們反對港區國安法聲明，並將反對國安法及「反對人大常委，根據《憲法》、《基本法》和人大決定」作出捆綁。發給何桂藍的信件，楊蕙心的問題亦嘗試將何桂藍承諾行駛《基本法》賦予議員否決財政預算案的權利，取義為「否決所有政府向立法會提出的法案、議案及財政預算案」。發給劉穎匡的信件，就提到劉的港獨立場，及美國國會通過支持香港人爭取民主自由的《香港人權民主法案》事宜，問劉是否有意繼續請求美國制裁香港，及「借助外國力量對香港施加壓力」情況下，他的行為如何符合「擁護《基本法》和保證效忠香港特區」的實質要求。
楊蕙心亦對楊岳橋發出信件，指他曾到訪美國和當地官員討論支持《香港人權民主法案》，判斷他是借外國政府向港府施壓，反問如何符合參選聲明。另外，信件也提及，他曾表明公民黨會否決所有政府議案撥款，要求他解釋這立場如何符合擁護基本法和效忠香港特區的要求。公民黨曾經要求延遲回覆的要求，又質疑政府密謀政治篩選，但遭到拒絕。主席梁家傑批評，這意味參選人需於不足24小時內回覆，批評做法離譜。

## 資料來源
1. ↑  . 香港特別行政區政府新聞公報. 2020-07-17  [2020-08-09]. （原始内容存档于2021-03-10）.
2. ↑  鄭寶生, 陳小瑜. . 香港01. 2020-06-18  [2020-08-09]. （原始内容存档于2020-06-22） （中文（香港））.
3. 1 2  . 立場新聞. 2020-07-25  [2020-08-09]. （原始内容存档于2020-07-25）.
4. ↑  . 立場新聞. 2020-07-25  [2020-08-09]. （原始内容存档于2020-08-04）.
5. ↑  . 香港電台. 2020-07-25  [2020-08-09]. （原始内容存档于2020-10-28）.
6. ↑  . 香港電台. 2020-07-25  [2020-08-09]. （原始内容存档于2020-07-25）.

| 政府职务        | 政府职务                         | 政府职务 |
| --------------- | -------------------------------- | -------- |
| 前任者： 李炳威 | 離島民政事務專員 2020年7月18日－ | 現任     |
| 議會席位        |                                  |          |
| 前任者： 余漢坤 | 離島區議會主席 2024年1月1日－    | 現任     |